# ルパン三世 炎の記憶〜TOKYO CRISIS〜
『ルパン三世 炎の記憶〜TOKYO CRISIS〜』（ルパンさんせい ほのおのきおく トーキョー クライシス）は、モンキー・パンチ原作のアニメ『ルパン三世』のTVスペシャルシリーズ第10作。1998年7月24日に日本テレビ系の『金曜ロードショー』で放送された。

## 概要
時価2000億円といわれる徳川埋蔵金の鍵を握る徳川慶喜の2枚の肖像写真をめぐって、ルパンとマイケル・スズキとの争奪戦を描く。
本作はTVスペシャルでは初となる全編日本が舞台となり、当時新しい観光スポットとして注目を浴びていたお台場周辺が登場する。架空の遊園地である人工島『アクアポリス』のほか、レインボーブリッジやフジテレビ社屋、東京国際展示場やゆりかもめといった建物が描かれている。財宝のキーパーソンである徳川慶喜も、同時期に大河ドラマが放送されていたこともあり、こちらも当時注目を浴びる存在であった。
TVスペシャルとしては銭形警部がストーリーの主軸に置かれた初めての作品でもある。機転を利かせてルパンの犯行を阻止するなど、鋭い敏腕警部としての銭形が描かれる。一方でルパン一味はルパンや不二子は詰めの甘さ、次元は虫歯、五ェ門は斬鉄剣を奪われるなどで本領発揮できずに失敗続きをするという珍しい展開となっており、中盤以降から銭形と手を組んでいる。ストーリーは1週間の時間軸で展開されており、本編は月曜日をオープニング、土曜日にクライマックスを迎える構成となっている。
本作の視聴率（24.1%）はTVスペシャル作品の中では1994年放送の『ルパン三世 燃えよ斬鉄剣』（24.9%）に次ぐ高い数字であり、栗田貫一がルパンを演じた作品では歴代最高視聴率を記録している（共に2023年現在）。
主題歌の『あこがれ』は、本作のゲストヒロインの声を務めた林原めぐみが歌っているが、クレジットは役名にちなむ「まりや」であった。これは、林原がキングレコードの専属歌手であるのに対し、この曲はバップからの発売であるため、名義上アーティスト名を「まりや」としたためである。
骨董品鑑定人として知られる中島誠之助がタイトルロゴの一部をデザインし、本人役でも出演した。また、『名探偵コナン』から、江戸川コナン、毛利蘭、毛利小五郎もカメオ出演している（ただし、髪の毛の色彩が異なる）。
劇中で、ルパンと不二子が打ち合わせを行うジャズ・パブの「G.H nine」は上野に実在し、ルパンシリーズの音楽を手がける大野雄二も出演していた。現在は休業中。

## あらすじ
ルパンの今回の狙いは時価2000億円といわれる徳川埋蔵金であり、その隠し場所の手掛かりは最後の江戸幕府将軍・徳川慶喜を写した2枚のガラス乾板、通称「巽の慶喜」と「乾の慶喜」であった。これらは海外に流出していたが、最近、東京の人工島に巨大テーマパーク「アクアポリス」を建設した若き日系ハーフの実業家であるマイケル・スズキが買い戻し、その運搬を銭形に依頼していた。
月曜日。雪が降るとある国。「巽の慶喜」を日本に運ぼうとする銭形を、ルパンはいつものように巧みに騙して奪おうとするも、失敗する。
火曜日。「アクアポリス」の開業を土曜日に控える東京では宣伝活動が活発になり、賑わいを見せていた。都内にあるアジトのアパートで仲間に協力を求めるルパンであったが、相棒の次元は酷い虫歯の痛みで銃が撃てず断られ、不二子と五ェ門はそもそも行方が掴めない。仕方なくルパンは銭形に変装して警視庁に潜入するなど一人で行動を開始する。
一方、無事にスズキに「巽の慶喜」を届けた銭形は警視総監に高く評価され、世界各国の要人も集まる土曜日のアクアポリスの記念式典の警備を任される。さらには警視庁はその活躍を広報するため雑誌「TOKYO LIFE」と組んで銭形の専属取材が企画され、その担当として若い美人雑誌記者・一色まりやが、銭形につく。これを銭形は煙たがるが彼女はしつこく、また、勘の鋭い彼女は銭形に訪れる災難を予測して見せる。
同日夜。銭形の警備の下、「乾の慶喜」が首都高速横羽線を通って運搬される情報を得たルパンは、ダミーも含まれたトレーラーの輸送車列に潜入する。ルパンが来たことに気づき対応する銭形であったが、直後にトレーラーが勝手に動き出しルパンを襲い始める。さらにスズキの側近ゴンドウも現れ混乱する中で、不二子と五ェ門が現れ、「乾の慶喜」を強奪していく。
水曜日。死者こそ出なかったものの、トレーラーの暴走で首都高は大事故となり、銭形にはその責任を取る形で休職命令が下される。やけ酒を呷りながら銭形はまりやに、事故の原因となったトレーラーを用意したスズキを怪しんでいることを明かす。酔い潰れた銭形を彼のアパートに連れていったまりやは、銭形との会話で父のことを思い出し、幼い頃、炎の中で父に助けられた夢を見る。
木曜日。徳川埋蔵金を手に入れるため手を組んだルパンと不二子は、アクアポリス上階のスズキのプライベート・オフィスにそれぞれ潜入する。しかし、スズキにはバレており、窮地に陥る。不二子の山分けの提案もスズキは鼻で笑って拒否し、2人を地下に連行して秘密裏に殺そうとする。一方、独断で捜査を続けていた銭形はルパンがアクアポリスに侵入したことを察知し、建物に向かう。まりやの勘で地下に向かった2人は、ちょうどスズキらがルパンと不二子を始末しようとしているところに出くわす。ルパンの機転もあってその場を逃げ出す4人であったが、スズキはまりやの姿を見て、自分が探していた一色博士の愛娘だと気づく。
アクアポリスの地下には遺伝子の研究や人体改造を行う巨大な遺伝子工学のラボラトリーがあった。スズキの正体は遺伝子工学を活用した生物兵器の開発を行う国際的な武器商人であり、一色博士が偶然発見した予知能力をもたらす遺伝子配列の情報を手に入れ、それによって生み出した予知能力兵を世界各国に売り込もうとしていたのである。まりやの勘の正体は実はこの予知能力であり、また慶喜像の正体も一色博士がその遺伝子配列を隠したものであった。ラボに潜入したルパン、銭形、まりやはスズキの部下に追われながらも、何とか施設を脱出する。しかし、外には警官隊が待ち構えており、3人は捕まってしまう。
金曜日。スズキの介入でまりやだけが釈放され、彼女を守るため、ルパンと銭形は脱獄する。しかし、一足遅くまりやの自宅は火をかけられ、彼女はゴンドウに誘拐されていた。スズキはまりやの卵子を核にして優秀な予知能力兵を生み出す計画だという。銭形のアパートも放火されており、彼は途方に暮れるものの、焼け跡から先祖の十手を見つけ出し、彼女を助け出すことを誓う。
土曜夜。警視庁による厳戒態勢の中、世界各国の要人を招いたアクアポリスのパーティ会場を、予知能力を持ったゴンドウと部下たちが謎の武装集団として襲撃する。警備の警官隊を突破したゴンドウたちは要人たちを人質に身代金と脱出用の輸送機を日本政府に要求し、スズキを人質にとって自衛隊が用意した輸送機で出発する。しかし、これはすべて自作自演であり、各国要人に予知能力を持った兵士のデモンストレーションをすると共に、スズキ自身を被害者と見せるためのものであった。輸送機内でくつろぐスズキのそばには拘束されたまりやもいた。銭形は飛び立とうとしている輸送機に忍び込み、ルパンもまたゴンドウの部下の一人に成り代わってコクピットを占領し、操縦不能にしてしまう。スズキの部下たちとの乱闘の中で、斬鉄剣を回収した五ェ門が輸送機を輪切りにする。これによってスズキを残してゴンドウ以下の部下達は海へと落下する。なおもスズキは抵抗し、身動きが取れないルパンを射殺しようとするが、そこにヘリに乗った次元の銃撃を受け、自らも海へと転落する。その後、ルパン、銭形、まりやの3人は輸送機を不時着させ、事件を無事に解決させる。海に落ちたスズキの部下達は警察に捕まるものの、次元に撃たれて落ちたスズキの死体は見つからない。
日曜。誰もいなくなったスズキのプライベート・オフィスにゴンドウが現れ、秘密通信で各国の要人と連絡を取る。実は遺伝子改造した肉体を持つゴンドウこそ本物のスズキであり、次元に銃撃されたのは影武者に過ぎなかった。デモンストレーションに満足した要人たちと早速予知能力兵の売買交渉を始めるスズキだったが、すべてを見抜いていた銭形とまりやが密かにオフィスに機動隊員を潜ませており、スイス銀行からの身代金回収及びラボラトリーへの強制捜査も始まり、現場を押さえられたスズキは現行犯逮捕される。そのどさくさに紛れてルパンは、ゴンドウが持ってきた2枚のガラス乾板を盗み出した。
エピローグ。2枚のガラス乾板を手に入れたルパン一味は、それが指し示す場所に地下トンネルを掘る。しかし、ようやく到達した場所は警視庁の地下留置場で、そこには銭形が待ち構えていた。実は徳川埋蔵金はルパン一味を誘い出すための罠として流布した偽情報であり、初めからそんなものは存在しなかった。一目散に逃げるルパン一味。銭形は駆けつけたまりやの車に乗って彼らを追いかける。その際、銭形は運転席のまりやにプロポーズしようとするものの、彼女が自分を男ではなく父とみていることを知り、恋を諦めるのであった。

## 登場人物

### メインキャラクター
ルパン三世
かの名高き怪盗アルセーヌ・ルパンの孫で、自らも世界的な大怪盗かつ変装の達人。
徳川埋蔵金を狙うが、他にも狙いがあるかのようなそぶりを見せる。本作での愛車は、青のアルピーヌ・A110。
次元大介
コンバットマグナムを使う射撃の名手でルパンの相棒。
酷い虫歯に悩まされており、痛みで自慢の拳銃が使えない状態にある。
石川五ェ門
古の大泥棒・石川五ェ門の十三代目。最強の刀「斬鉄剣」を使う居合い抜きの達人。
斬鉄剣を盗まれてしまい、それが収蔵されたアクアポリスから奪還するため、不二子に協力している。
峰不二子
ルパン一味の紅一点で、付かず離れずの存在。時にはルパン達を利用したり、裏切ったりすることも多い。
ルパンと同じく徳川埋蔵金を狙っている。表向きは雑誌「TOKYO LIFE」の編集長として、アクアポリス及びスズキに接近する。
銭形警部
ルパン一味を追うICPOの捜査官。ルパン専任捜査官であるため、ルパンに関係する事件なら世界中どこでも捜査権が認められている。
スズキの依頼を受け、2枚の慶喜像をルパンから守るべく奮闘するが、やがてスズキを疑いだす。また、最初は煙たがっていたまりやにだんだん惚れていく。

### ゲストキャラクター
一色まりや（いっしき まりや）
本作のゲストヒロイン。クニトー出版の雑誌「TOKYO LIFE」の記者。
紫に染めた髪と緑の瞳が特徴の若い女性。「アクアポリス」特集記事の一環として警備主任となった銭形の取材担当となる。当初は銭形を情けない刑事にしか思っていなかったが、行動を共にするうちに段々と信頼していく。非常に勘が鋭く、これから起こる不吉なことに直感的に気づける。また、幼少時に炎の中で父親が自分を庇って射殺される記憶を、夢としてしばしば見る。父親の形見である懐中時計を今も大切に使っている。味噌汁を作るのが上手で、銭形からも絶賛されている。
実は幼少時に父親に施された遺伝子治療の副作用により、予知能力が備わっている（鋭い勘の正体）。このためスズキは長年にわたってその行方を追っていた。
最後は父親を殺害したスズキを射殺しようと銭形の拳銃を奪い取るが、拳銃に弾が入っていないことを予知していたため、これに腰を抜かしたスズキを見て見逃すことにした。
愛車は赤のプジョー・106。
マイケル・スズキ
日系ハーフの青年実業家。人工島アクアポリスのオーナー。
有能なビジネスマンといった外見。社交性に富み、マスメディアや警察、各国要人とも親しく、好感を抱かせる。しかし、裏の顔はクローン技術などの最新鋭バイオテクノロジーを利用した生物兵器を商材とする国際的な武器商人。一色博士が発見した予知能力をもたらす遺伝子配列を用いて優秀な兵士を造り、これを各国やテロ組織に売ろうと企んでいた。このため、遺伝子配列情報が隠されている2枚の慶喜像と、実際に予知能力を持つ一色博士の娘（まりや）の行方を長年追っていた。
最終盤でゴンドウが真のスズキと判明するが、両者共に生体認証をパスしており、ゴンドウ（真のスズキ）のクローンであったことが示唆されている。また声優も共に山寺宏一が務めている。
ゴンドウ
スズキの側近。
スズキの秘書及びボディーガードを務めるガタイの良い男。見た目通り、戦闘能力や身体能力にも秀でており、劇中では遺伝子改造を施していることが示唆される。表ではスズキの影に徹して目の前の客の情報を耳打ちして伝えるなどサポートし、裏では部下を率いて自ら荒事に乗り出す。
実は真のスズキ。本当の顔はスズキと同じで、普段の人相は変装であり、網膜や手のひらなどの生体認証は同じようにパスできる。このため周りを騙し通せており、最終盤でも表向きのスズキの死亡で有耶無耶にできていた。しかし、過去に炎の中で一色博士を撃った時（本来のスズキの顔）と、現在進行での炎の中でまりやを誘拐した際の不敵な笑みが一致したことでまりやに正体がバレ、最終的に逮捕される。
一色博士
まりやの父親。遺伝子学者。故人。
徳川家に仕えていた医者の末裔という出自を持つ男性。難病を患った娘・まりやに遺伝子治療を施し、完治させるものの、その副産物で予知能力の遺伝子配列を発見する。それをスズキに知られるも協力を拒絶し、解析データを2枚のガラス乾板（慶喜像）に記録して隠した。最終的に娘をスズキから庇って射殺される。
警視総監
警視庁警視総監。本作における銭形の上司。
スズキ及び、世界各国の要人が集まるアクアポリスの式典を重視し、日本警察の評価を気にして気を張っている。銭形がルパンから「巽の慶喜」を守ったことで多大な期待をかけ、アクアポリスの警備主任の任命や、「TOKYO LIFE」誌の取材協力などを手配する。しかし、直後の「乾の慶喜」の一件、特に首都高での多重事故の責任を銭形に追わせ、休職処分にする。
エピローグではスズキ逮捕に貢献したとして、銭形を正式に復帰させる。
劇中でまりやへの取材許可書に「警視庁総監 浄園祐」と書かれているが、この「浄園祐」という名前は制作進行のスタッフのもので、後にテレコム・アニメーションフィルムの社長になっている。

## 用語解説
慶喜像（「巽の慶喜」と「乾の慶喜」）
本作のお宝。幕末に徳川慶喜を撮影した2枚のガラス乾板（肖像写真）の総称。それぞれ、干支にちなんで「巽の慶喜」と「乾の慶喜」と呼ばれる。時価2000億円と言われる徳川埋蔵金の隠し場所の手掛かりとされる。長らく行方不明となっていたが、海外コレクターが所持していたものをスズキが見つけ出し、買い戻したことが物語のきっかけとなる。
実は元は徳川家の医者の末裔であった一色博士が所持していたもので、彼が発見した予知能力の遺伝子配列をスズキから守るために、ガラス乾板に記録し、隠匿したものであった。また、徳川埋蔵金伝説は、ルパンを逮捕するために銭形ら警視庁が仕組んだ偽情報で、実際にはガラス乾板の謎を説いても埋蔵金は存在しない（あくまで予知能力のために慶喜像を手に入れたかっただけのスズキも、この偽情報のことを知っていたようで、埋蔵金の山分けを持ちかけた不二子に対して笑い飛ばしている）。
劇中では「巽」と「乾」は干支にちなむと説明されるが、「巽」と「乾」は干支由来の単語ではあるが干支自体ではなく、また、この「干支にちなむ」の意味が撮影年あるいは時刻や撮影方角などを意味するかどうかは具体的には説明されない。ただし、最終的に埋蔵金の位置を解読するには、これを方角の意味（巽は東南、乾は北西）に捉える必要がある。
アクアポリス
スズキが東京湾の人工島に築いた巨大テーマパーク。イルカをモチーフにデザインされた世界初の海底コースターをはじめとして、78のアトラクションが備えられ、アクアタワーとアクアランドから構成される。タワーの上階にはスズキのプライベート・ルームもある。また、スズキの「東京の歴史を問い直す」という意向で江戸東京美術展も開催され、表向きのスズキが慶喜像を集めるのはその展示物という理由だった。また、この美術展用に、盗まれた斬鉄剣も収蔵されていた。
スズキの裏稼業の拠点でもあり、地下には生物兵器研究・実験のラボラトリーも併設されている。

## 声の出演
- ルパン三世 - 栗田貫一
- 銭形警部 - 納谷悟朗
- 次元大介 - 小林清志
- 石川五ェ門 - 井上真樹夫
- 峰不二子 - 増山江威子
- 一色まりや - 林原めぐみ
- マイケル・スズキ / ゴンドウ / 一色博士[注釈 4] - 山寺宏一
- 警視総監 - 藤本譲
- 鑑定士 - 中島誠之助
- キャスター - 鷹西美佳（当時日本テレビアナウンサー）
- アナウンサー - 古市幸子（同上）
- レポーター - 河本香織（同上）
- 土方優人
- 田中正彦
- 田口昂
- 青山穣
- 小形満
- 鈴木紀子
- 小野美幸
- 吉田孝

## スタッフ
(トムス・エンタテインメント公式サイトとバンダイチャンネル公式サイトにて)
- 原作 - モンキー・パンチ（中央公論社刊）
- 監督 - 篠原俊哉
- 脚本 - 藤田伸三
- 音楽 - 大野雄二
- キャラクターデザイン - 平山智
- 作画監督 - 平山智、清水義治、佐野隆史
- 演出 - 雄谷将仁
- 撮影監督 - 長谷川肇
- 音楽監督 - 鈴木清司
- 録音監督 - 加藤敏
- 美術監督 - 宮野隆
- 編集 - 鶴渕允寿
- プロデューサー - 中谷敏夫（日本テレビ）、山下洋（日本テレビ）、尾崎穏通（東京ムービー）
- アシスタント・プロデューサー - 大石祐道
- タイトル題字 - 中島誠之助
- 主題歌『あこがれ』
  - 作詞 - 戸沢暢美
  - 作曲/編曲 - 大野雄二
  - 唄 - まりや（林原めぐみ）
  - オリジナルサウンドトラック - 『ルパン三世 炎の記憶〜TOKYO CRISIS〜』
- 連載誌 - 週刊Weekly漫画アクション
- 企画・製作 - 日本テレビ
- 製作 - キョクイチ東京ムービー